# 沖ノ鳥島灯台
沖ノ鳥島灯台（おきのとりしまとうだい）は、東京都小笠原村沖ノ鳥島の作業架台上にある灯台である。

## 概要
灯器はLEDで、電源は太陽電池である。約1,700km離れた第三管区海上保安本部に属する横浜海上保安部が遠隔管理している。
沖ノ鳥島が日本最南端の島であるため、この灯台が日本最南端の灯台である。
もともと1939年から灯台と気象観測所の建設が行われていたが、太平洋戦争の激化により中断しており、68年越しの灯台設置である。

## 歴史
- 2005年（平成17年）8月24日 海上保安庁が灯台設置を決定
- 2007年（平成19年）3月16日 初点灯[1]

## 交通アクセス
島にアクセスする公共交通機関は無く、一般人の上陸も禁止されている。